# Acompsomyces stenichni
Acompsomyces stenichni är en svampart som först beskrevs av Scheloske, och fick sitt nu gällande namn av I.I. Tav. 1985. Acompsomyces stenichni ingår i släktet Acompsomyces och familjen Laboulbeniaceae.   Inga underarter finns listade i Catalogue of Life.